# Tenayuca
Tenayuca (nahuatl: tenanyōcān) är en förcolumbisk mesoamerikansk arkeologisk plats i Mexikodalen. Under den postklassiska perioden (mesoamerikansk kronologi) var Tenayuca en bosättning vid den tidigare strandlinjen av Texcosjöns västra arm. Den är belägen cirka 10 kilometer nordväst om Tenochtitlan (som ligger i hjärtat av dagens Mexico City).
Tenayuca anses vara den tidigaste huvudstad för Chichimec, dvs de nomadstammar i norra Mexiko som flyttade in och bosatte sig i Mexikodalen.

## Etymologi
Tenayuca betyder befäst/murad (walled) plats på nahuatl.

## Historia
Enligt vissa historiografiska traditioner grundades Tenayuca ca. 1224 av Xolotl, en semi-legendariska härskare för Chichimec strax efter det att toltekernas imperium hade kollapsat. Xolotl efterträddes av Nopaltzin vars son, Tlotzin, blev härskare i Tenayuca. När Nopaltzin dog, flyttade hans efterträdare Quinatzin över Chichimec maktcentrum till Texcoco, och därmed blev Tenayuca till en plats av mindre betydelse.
| Vänster:xiuhcoatl staty i Tenayuca, Aztekisk tid Höger:Tenayuca i Mexikodalen. |  | Vänster:xiuhcoatl staty i Tenayuca, Aztekisk tid Höger:Tenayuca i Mexikodalen. |
| Vänster:xiuhcoatl staty i Tenayuca, Aztekisk tid Höger:Tenayuca i Mexikodalen. |  |                                                                                |

Men arkeologiska lämningar visar att platsen redan var i bruk under den klassiska perioden. Dess befolkning ökade under den postklassiska perioden och fortsatte att öka efter det toltekiska rikets nedgång.
I slutet av 1200-talet allierade sig den styrande ledaren i Tenayuca, Tochintecuhtli, med Huetzin som var Acolhuas ledare med placering i Coatlichán. Denna allians dominerade den centrala Mexikodalen ända upp till Tulancingo i nordost. Vid mitten av 1300-talet hade Tenayuca maktposition redan avtagit och ersatts av Azcapotzalco. Omkring 1434 erövrades Tenayuca av Tenochtitlan och blev därmed en del av det aztekiska riket.
Vid tiden för den spanska erövringen var Tenayuca fortfarande ockuperat av aztekerna, och strider ägde rum där under 1520. Konquistadoren Bernal Díaz del Castillo kallade Tenayuca för "Ormarnas stad".

## Ursprunget för sakral aztekisk arkitektur
Aztekiskt tempelarkitektur utvecklades framför allt iTenayuca. Här finns det tidigaste exemplet för den typiska dubbelpyramiden med en gemensam bas för två tempel. Aztekerna använde detta sätt att uppföra tempel för sina egna gudar på flera andra platser.
Templet i Tenayuca är bättre bevarad än det liknande templet i Tlatelolco och dess coatepantli (ormväggar) är nästintill intakta på tre sidor av pyramidens bas.

## Plan och struktur för Tenayuca
Tenayuca utgörs av en stor plattform med en dubbel trappa uppför den västra sidan där de två templen för Tlaloc och Huitzilopochtli en gång stod. Tlalocs tempel låg på den norra delen av pyramiden medan Huitzilopochtlis tempel låg i söder. Några av tempelstegen är dekorerade med kalendertecken såsom knivar, cirklar och sköldar. Söder om trappan på marknivå är en utskjutande plattform med skulpturer av korsade ben och utskjutande skallar.
Liksom många mesoamerikanska tempel kan man i Tenayuca urskilja olika faser och dessa är byggda ovanpå varandra. I fallet med Tenayuca ökar storleken av byggnaden genom sex faser men den grundläggande formen förblev oförändrad. Den ursprungliga dubbelpyramid utvidgades fem gånger, första gången förmodligen år 1299 och sedan successivt med 52 års mellanrum. Den sista fasen av konstruktion kan förmodligen läggas till 1507 och mäter 62 meter i bred med ett djup av 50 meter. Det aztekiska inflytandet kan ses redan i den tredje etappen som daterats till 1351. De följande faserna var rent aztekiska i stil, vilket framgår av de sluttande nivåerna i pyramiden istället för de vertikala väggarna som kan ses i de tidigare stadierna.
Pyramiden basen är omgiven av en coatepantli (nahuatl för vägg av ormar), en låg plattform med 138 stenskulpturer av ormar. Deras kroppar har varit täckta med puts och målade i en mängd olika färger, med sina fjäll målade svart. På den norra respektive södra sidan av pyramiden, på marknivå, finns två skulpturer av hoprullade ormar. Ovanpå deras huvuden syns utsmyckningar som representerar stjärnorna och därmed identifierar dem som Xiuhcoatl (eldormen). Alla ormskulpturer runt pyramiden var förknippade med eld- och soldyrkan.
Det finns flera altaren och helgedomar i närheten som också undersökts, en del av dessa har också ormskulpturer.
200 meter från huvudpyramid Tenayuca finns resterna av vad som verkar ha varit ett bostadsområde för eliten, med bevarade golv i vissa rum. Detta område har döpts till Tenayuca II av arkeologer och flera olika byggfaser har kunnat identifieras.
Tenayuca vårdas av Instituto Nacional de Antropologia e Historia (motsvarigheten till Riksantikvarieämbetet) och är öppet för allmänheten.

Sigvald Linnés bilder av Tenayuca från 1932, Första svenska Mexikoexpeditionen